# Folk & Evergreen
Folk & Evergreen je drugi studijski album tamburaškog sastava Berde Band, koji u vlastitom izdanju objavljuju 1994. godine.
Album sadrži 13 skladbi od kojih je 8 u instrumentalnoj verziji. Najviše se istaknula skladba "Oj, hrastovi Slavonije ravne", za koju je glazbu napisao Željko Krezo, a tekst Ivan Đuričić.

## Popis pjesama
| Br. | Skladba                                           | Autor                     | Trajanje |
| --- | ------------------------------------------------- | ------------------------- | -------- |
| 1.  | »Oj, hrastovi Slavonije ravne«                    | Željko Krezo/Ivan Đuričić |          |
| 2.  | »Ah, kad tebe ljubit' ne smijem« (instrumental)   |                           |          |
| 3.  | »Kiša pada, rosna trava« (tradicionalana)         |                           |          |
| 4.  | »Za tobom moje srce žudi« (tradicionalana)        |                           |          |
| 5.  | »Oj, curice, šil dil daj« (tradicionalna)         |                           |          |
| 6.  | »Tandora« (tradicionalna)                         |                           |          |
| 7.  | »Brazileirinho« (instrumental)                    | Di Waldir de Azevedo      |          |
| 8.  | »Flashdance« (instrumental)                       | Giorgio Moroder           |          |
| 9.  | »Perfidia« (instrumental)                         | Alberto Dominguez         |          |
| 10. | »Indifference« (instrumental/francuski valcer)    |                           |          |
| 11. | »Mexican Hat Dance« (tradicionalana/instrumental) |                           |          |
| 12. | »La Bamba« (tradicionalana/instrumental)          |                           |          |
| 13. | »Ples sabljama« (instrumental)                    | Aram Hačaturjan           |          |

## Izvođači
- Antun Tonkić - tamburaško čelo
- Mario Katarinčić - čelović (e-basprim)
- Mladen Jurković - bugarija (kontra)
- Mato Danković - bisernica (prim)
- Mladen Boček - drugi brač (basprim)
- Damir Butković - vokal, bas (berda)
- Željko Danković - vokal, 1.brač (basprim)

## Vanjske poveznice
- Službene stranice sastava  Arhivirana inačica izvorne stranice od 12. listopada 2010. (Wayback Machine) - Folk & Evergreen